# Ibn Nāqiyā
Ibn Nāqiyā al-Baghdādī (arabisch ابن ناقيا البغدادي, DMG Ibn Nāqiyā al-Baġdādī; geboren am 15. März 1020 in Bagdad; gestorben am 15. Februar 1092 ebenda) war ein bedeutender arabischer Dichter und Schriftsteller des 11. Jahrhunderts.

## Leben
Ibn Nāqiyā verbrachte seine Kindheit in einem zuvor von den Palästen der Tahiriden und ihren Nebengebäuden besetzten Viertel Bagdads. Offenbar reiste er nicht viel, sein einziger Gönner war ein gewisser Muhammad b. Muhammad asch-Schahrazūrī. Die Stadt galt zu dieser Zeit als eine der wichtigsten und interessantesten Städte der Welt und war von Philosophen, Künstlern, Freigeistern und Kaufleuten bevölkert – ein Milieu, das sich auch in Ibn Nāqiyās Werk widerspiegeln sollte.

## Wirken
Ibn Nāqiyā al-Baghdādī war für sein literarisches Wissen berühmt. Hierzu zählt ein bedeutender Diwan, der jedoch verloren ging, vor allem aber für seine Sammlung von Makamat, einer bestimmten Form von satirischer Reimprosa der klassischen arabischen Dichtung. Seine Verwandlungen gelten als lange vernachlässigter und in nur einer einzigen Handschrift erhalten gebliebener Schatz der arabischen Literatur. Hierin nimmt der Autor auf anstößige und subversive Weise alle Konventionen aufs Korn. Im Mittelpunkt des Werkes steht der verwandlungsreiche al-Yaschkuri, der sich listenreich und wortgewandt durch die Welt schlägt. Mal als Prediger, mal als Bettler, mal als Frommer verkleidet zieht er durch die Lande und meistert unverschämt und pfiffig zugleich die Herausforderungen des Lebens und Überlebens. Erstmals wurde dieses Werk von Stefan Wild ins Deutsche übertragen (2019).